# X-Faktor (nyolcadik évad)
Az X-Faktor egy angol licencen alapuló magyar tehetségkutató műsor, melynek legfőbb célja, hogy új popsztárokat fedezzen fel. A műsor nyolcadik évada 2018. október 6-án vette kezdetét az RTL Klubon. A műsorvezető immár második alkalommal Lékai-Kiss Ramóna volt. A zsűrit ebben az évben is ByeAlex, Gáspár Laci, Puskás Peti és Radics Gigi alkotta.
Az X-Faktor hetedik évadának fináléjában jelentette be Istenes Bence, hogy elindul a műsor következő évada. A műsor első ajánlója 2017. november 25-én jelent meg az RTL Klub honlapján.

## Készítők

### A zsűri és a műsorvezetők
A nyolcadik évadban ismét műsorvezetőként tért vissza az előző évad műsorvezetője, Lékai-Kiss Ramóna. A korábbi híresztelésekkel ellentétben második alkalommal foglalt helyet a zsűriben Radics Gigi énekesnő, a harmadik évadjukra visszatérő ByeAlex, Gáspár Laci és Puskás Peti mellett, ezzel a 2012-es évad óta ez az első alkalom, amikor nem történt változás sem a zsűri, sem a műsorvezető személyében az azt megelőző évadhoz képest.

## Műsorok felvételről

### Válogatók
Ebben az évben is már 14 éves kortól lehetett jelentkezni. Az első válogató 2018. október 6-án került adásba.

### Mentorok háza
A Mentorok háza 2018. november 10-én és november 11-én került adásba. Ebben az évben sem voltak döntést segítő vendégelőadók, hanem minden mentor meghallgatta a négy kategória versenyzőinek produkcióit, majd az adott kategória mentora két versenyzőt automatikusan az élő adásokba vitt, két (a Lányok esetében kivételesen három) további versenyzőt pedig a másik három mentorra bízott, akik közülük választották ki a harmadik továbbjutót.
| Mentor      | Kategória       | Versenyzők               | Versenyzők                    | Versenyzők        | Versenyzők         | Versenyzők        | Versenyzők       |                   |
| ----------- | --------------- | ------------------------ | ----------------------------- | ----------------- | ------------------ | ----------------- | ---------------- | ----------------- |
| Gáspár Laci | Lányok          | Ádám Szofi               | Arany Tímea                   | Csányi Rita       | Király Dominika    | Tamáska Gabriella | Tasi Dominika    | Urbanovics Vivien |
| Puskás Peti | Fiúk            | Balogh Krisztofer László | Erdélyi Barnabás              | Kovács Pál        | Nagy Krisztián     | Szekér Gergő      | Váradi Krisztián |                   |
| Radics Gigi | 25 év felettiek | Balog János              | Kárász Ervin                  | Kurokava Takayuki | Nagy Apolka        | Ölveti László     | Zdroba Patrik    |                   |
| ByeAlex     | Zenekarok       | Helo Zep!                | Ricky and the Drunken Sailors | Stolen Beat       | The Gentleman Band | USNK              | What’s Upci      |                   |

### A továbbjutók
– Nyertes
     – Második helyezett
     – Harmadik helyezett
     – Visszalépett
| Mentor      | Kategória       | Versenyzők        | Versenyzők        | Versenyzők                  |
| Mentor      | Kategória       | Mentor választása | Mentor választása | A többi mentor választása   |
| ----------- | --------------- | ----------------- | ----------------- | --------------------------- |
| Gáspár Laci | Lányok          | Arany Tímea       | Tamáska Gabriella | Urbanovics Vivien           |
| Puskás Peti | Fiúk            | Nagy Krisztián    | Szekér Gergő      | Kovács Pál                  |
| Radics Gigi | 25 év felettiek | Balog János       | Ölveti László     | Kurokava Takayuki "Taka"    |
| ByeAlex     | Zenekarok       | Stolen Beat       | USNK              | Ricky & The Drunken Sailors |

## Élő műsorok
A nyolcadik évadban új szabályok kerültek bevezetésre, ennek értelmében négy széket helyeztek el a stúdióban, erre azok ülhettek, akiket a mentorok szerettek volna továbbjuttatni a következő hétre. A széken ülő versenyzők cserélődhettek az adás során. A második héten már csak három, a harmadik és a negyedik héten pedig kettő-kettő biztonságot jelentő szék volt elhelyezve a stúdióban. Az adott versenyző akkor ülhetett le, ha három mentor is a leültetés mellett szavazott. Ha egy versenyzőt a mentorok leültettek, de a négy szék akkor már foglalt volt, a nézők 90 másodperc szavazási időt kaptak. A szavazás lezárása után a legkevesebb szavazattal rendelkező versenyzőnek át kellett adnia a helyét. A nézői voksok alapján újabb négy versenyző juthatott be a következő élő adásba. A szabályok értelmében az első héten négy produkció számára ért volna véget a verseny, de a visszalépő versenyző miatt, csak hárman távoztak. A második és a harmadik héten kettő, a negyedik héten egy versenyző számára ért véget a verseny. Az utolsó héten ezúttal is csak szombaton volt adás. Az új szabályzat mindössze öt élő adást jelentett az évadban. Érdekesség, hogy a magyar X-Faktor volt az első, ahol ezt a formátumot alkalmazták.

### Összesített eredmények
Az első élő adás 2018. november 17-én került képernyőre.
Jelmagyarázat
| – | Lányok (Gáspár Laci)                                                      |
| – | Fiúk (Puskás Peti)                                                        |
| – | 25 év felettiek (Radics Gigi)                                             |
| – | Zenekarok (ByeAlex)                                                       |
| – | A versenyzőt a zsűri juttatta tovább                                      |
| – | A versenyző a nézői voksokkal jutott tovább                               |
| – | A versenyzőt nem juttatta tovább sem a zsűri, sem a közönség, így kiesett |
| – | A versenyző feladta a versenyt                                            |

| #       | Versenyző                     | 1. hét (november 17.)                    | 2. hét (november 24.)                        | 3. hét (december 1.)                     | 3. hét (december 1.)                     | 4. hét (december 8.)                     | 5. hét- Finálé (december 15.)            | 5. hét- Finálé (december 15.)            |
| #       | Versenyző                     | 1. hét (november 17.)                    | 2. hét (november 24.)                        | Első kör                                 | második kör                              | 4. hét (december 8.)                     | Első kör                                 | Második kör                              |
| ------- | ----------------------------- | ---------------------------------------- | -------------------------------------------- | ---------------------------------------- | ---------------------------------------- | ---------------------------------------- | ---------------------------------------- | ---------------------------------------- |
| 1.      | USNK                          | 1-4. Mentorok döntése                    | 1-3. Mentorok döntése                        | Továbbjutott                             | 1-2. Mentorok döntése                    | 1-2. Mentorok döntése                    | 1. Nézői szavazatok                      | Győztes 50,63%                           |
| 2.      | Stolen Beat                   | 1-4. Mentorok döntése                    | 4-6. Nézői szavazatok                        | Továbbjutott                             | 3-4. Nézői szavazatok                    | 1-2. Mentorok döntése                    | 2. Nézői szavazatok                      | 2. helyezett 49,37%                      |
| 3.      | Tamáska Gabriella             | 1-4. Mentorok döntése                    | 1-3. Mentorok döntése                        | Továbbjutott                             | 1-2. Mentorok döntése                    | 3. Nézői szavazatok                      | 3. helyezett Nézői szavazatok            | 3. helyezett Nézői szavazatok            |
| 4.      | Arany Timi                    | 5-8. Nézői szavazatok                    | 4-6. Nézői szavazatok                        | Továbbjutott                             | 3-4. Nézői szavazatok                    | 4. Nézői szavazatok                      | Kiesett (4. hét) Nézői szavazatok        | Kiesett (4. hét) Nézői szavazatok        |
| 5.      | Taka                          | 5-8. Nézői szavazatok                    | 1-3. Mentorok döntése                        | Továbbjutott                             | 5. Nézői szavazatok                      | Kiesett (3. hét) Nézői szavazatok        | Kiesett (3. hét) Nézői szavazatok        | Kiesett (3. hét) Nézői szavazatok        |
| 6.      | Kovács Pál                    | 5-8. Nézői szavazatok                    | 4-6. Nézői szavazatok                        | 6. Nézői szavazatok                      | Kiesett (3. hét) Nézői szavazatok        | Kiesett (3. hét) Nézői szavazatok        | Kiesett (3. hét) Nézői szavazatok        | Kiesett (3. hét) Nézői szavazatok        |
| 7-8     | Ricky and the Drunken Sailors | 1-4. Mentorok döntése                    | 7-8. Nézői szavazatok                        | Kiesett (2. hét) Nézői szavazatok        | Kiesett (2. hét) Nézői szavazatok        | Kiesett (2. hét) Nézői szavazatok        | Kiesett (2. hét) Nézői szavazatok        | Kiesett (2. hét) Nézői szavazatok        |
| 7-8.    | Szekér Gergő                  | 5-8. Nézői szavazatok                    | 7-8. Nézői szavazatok                        | Kiesett (2. hét) Nézői szavazatok        | Kiesett (2. hét) Nézői szavazatok        | Kiesett (2. hét) Nézői szavazatok        | Kiesett (2. hét) Nézői szavazatok        | Kiesett (2. hét) Nézői szavazatok        |
| 9-11.   | Balog Janó                    | 9-11. Nézői szavazatok                   | Kiesett (1. hét) Nézői szavazatok            | Kiesett (1. hét) Nézői szavazatok        | Kiesett (1. hét) Nézői szavazatok        | Kiesett (1. hét) Nézői szavazatok        | Kiesett (1. hét) Nézői szavazatok        | Kiesett (1. hét) Nézői szavazatok        |
| 9-11.   | Ölveti László                 | 9-11. Nézői szavazatok                   | Kiesett (1. hét) Nézői szavazatok            | Kiesett (1. hét) Nézői szavazatok        | Kiesett (1. hét) Nézői szavazatok        | Kiesett (1. hét) Nézői szavazatok        | Kiesett (1. hét) Nézői szavazatok        | Kiesett (1. hét) Nézői szavazatok        |
| 9-11.   | Urbanovics Vivien             | 9-11. Nézői szavazatok                   | Kiesett (1. hét) Nézői szavazatok            | Kiesett (1. hét) Nézői szavazatok        | Kiesett (1. hét) Nézői szavazatok        | Kiesett (1. hét) Nézői szavazatok        | Kiesett (1. hét) Nézői szavazatok        | Kiesett (1. hét) Nézői szavazatok        |
| —       | Nagy Krisztián                | Visszalépett (1. hét előtt) Saját döntés | Visszalépett (1. hét előtt) Saját döntés     | Visszalépett (1. hét előtt) Saját döntés | Visszalépett (1. hét előtt) Saját döntés | Visszalépett (1. hét előtt) Saját döntés | Visszalépett (1. hét előtt) Saját döntés | Visszalépett (1. hét előtt) Saját döntés |
|         |                               |                                          |                                              |                                          |                                          |                                          |                                          |                                          |
| Kiesett | Kiesett                       | Balog Janó nézői szavazatok              | Ricky & The Drunken Sailors nézői szavazatok | Kovács Pál nézői szavazatok              | Kovács Pál nézői szavazatok              | Arany Tímea nézői szavazatok             | Tamáska Gabriella 3. helyezett           | Stolen Beat 2. helyezett                 |
| Kiesett | Kiesett                       | Ölveti László nézői szavazatok           | Ricky & The Drunken Sailors nézői szavazatok | Kovács Pál nézői szavazatok              | Kovács Pál nézői szavazatok              | Arany Tímea nézői szavazatok             | Tamáska Gabriella 3. helyezett           | Stolen Beat 2. helyezett                 |
| Kiesett | Kiesett                       | Urbanovics Vivien nézői szavazatok       | Szekér Gergő nézői szavazatok                | Taka nézői szavazatok                    | Taka nézői szavazatok                    | Arany Tímea nézői szavazatok             | Tamáska Gabriella 3. helyezett           | USNK Győztes                             |
| Kiesett | Kiesett                       | Nagy Krisztián visszalépett              | Szekér Gergő nézői szavazatok                | Taka nézői szavazatok                    | Taka nézői szavazatok                    | Arany Tímea nézői szavazatok             | Tamáska Gabriella 3. helyezett           | USNK Győztes                             |

### 1. hét (november 17.)
- Sztárfellépő: AK26 (Blöff)
- Közös produkció: Rise (Jonas Blue feat. Jack & Jack)

Az első élő show-ban jelentette be Kiss Ramóna, hogy 2019-ben elindul a műsor kilencedik évada.
| Sorrend | Versenyző                   | Dal (eredeti előadó)                              | Mentorok döntése | Mentorok döntése | Mentorok döntése | Mentorok döntése | Eredmény                          |
| Sorrend | Versenyző                   | Dal (eredeti előadó)                              | Puskás Peti      | Radics Gigi      | ByeAlex          | Gáspár Laci      | Eredmény                          |
| ------- | --------------------------- | ------------------------------------------------- | ---------------- | ---------------- | ---------------- | ---------------- | --------------------------------- |
| 1.      | Balog Janó                  | Let Me Entertain You (Robbie Williams)            | —                | Szék             | Szék             | —                | Veszélyzóna → Kiesett             |
| 2.      | Urbanovics Vivien           | Havana (Camila Cabello feat. Young Thug)          | —                | Szék             | Szék             | Szék             | Szék → Veszélyzóna → Kiesett      |
| 3.      | Ölveti László               | Come Together (The Beatles)                       | —                | Szék             | —                | Szék             | Veszélyzóna → Kiesett             |
| 4.      | Stolen Beat                 | Afrika (KFT)                                      | Szék             | Szék             | Szék             | Szék             | Szék → Továbbjutott               |
| 5.      | Arany Tímea                 | Focus (Ariana Grande)                             | Szék             | Szék             | Szék             | Szék             | Szék → Veszélyzóna → Továbbjutott |
| 6.      | Kovács Pál                  | Árnyékok (Magashegyi Underground feat. Beck Zoli) | Szék             | Szék             | Szék             | Szék             | Szék → Veszélyzóna → Továbbjutott |
| 7.      | USNK                        | Posztolj (saját dal)                              | Szék             | Szék             | Szék             | Szék             | Szék → Továbbjutott               |
| 8.      | Taka                        | Let Me Love You (DJ Snake feat. Justin Bieber)    | —                | Szék             | Szék             | —                | Veszélyzóna → Továbbjutott        |
| 9.      | Tamáska Gabriella           | Jég dupla whiskyvel (Charlie)                     | —                | Szék             | Szék             | Szék             | Szék → Továbbjutott               |
| 10.     | Ricky & The Drunken Sailors | Raggamoffin 2. (L.L. Junior)                      | Szék             | Szék             | Szék             | Szék             | Szék → Továbbjutott               |
| 11.     | Szekér Gergő                | Altass el (Mester Tamás)                          | Szék             | —                | —                | Szék             | Veszélyzóna → Továbbjutott        |

### 2. hét (november 24.)
- Sztárfellépő: Follow The Flow (Anyám mondta)

| Sorrend | Versenyző                   | Dal (eredeti előadó)                 | Mentorok döntése | Mentorok döntése | Mentorok döntése | Mentorok döntése | Eredmény                          |
| Sorrend | Versenyző                   | Dal (eredeti előadó)                 | Puskás Peti      | Radics Gigi      | ByeAlex          | Gáspár Laci      | Eredmény                          |
| ------- | --------------------------- | ------------------------------------ | ---------------- | ---------------- | ---------------- | ---------------- | --------------------------------- |
| 1.      | Ricky & The Drunken Sailors | Hagyd meg nekem a dalt (Gáspár Laci) | Szék             | —                | Szék             | Szék             | Szék → Veszélyzóna → Kiesett      |
| 2.      | Szekér Gergő                | Tous les mêmes (Stromae)             | Szék             | —                | Szék             | —                | Veszélyzóna → Kiesett             |
| 3.      | Tamáska Gabriella           | Queen (Jessie J)                     | Szék             | Szék             | Szék             | Szék             | Szék → Továbbjutott               |
| 4.      | Kovács Pál                  | Tudnod kell (saját dal)              | Szék             | Szék             | Szék             | Szék             | Szék → Veszélyzóna → Továbbjutott |
| 5.      | Stolen Beat                 | Bulibáró (Pixa feat. Kis Grófo)      | Szék             | —                | Szék             | —                | Veszélyzóna → Továbbjutott        |
| 6.      | Arany Tímea                 | What About Us (Pink)                 | Szék             | Szék             | Szék             | Szék             | Szék → Veszélyzóna → Továbbjutott |
| 7.      | USNK                        | !FogyaszdEl! (saját dal)             | Szék             | Szék             | Szék             | Szék             | Szék → Továbbjutott               |
| 8.      | Taka                        | Ha volna két életem (Piramis)        | Szék             | Szék             | Szék             | —                | Szék → Továbbjutott               |

### 3. hét (december 1.)
A 3. élő show-ban az első körben csak a nézői szavazatok számítottak, aki a legkevesebb szavazatot kapta, azonnal kiesett. A többi versenyző még egyszer színpadra állt és a zsűri döntött arról, hogy leüljenek-e a továbbjutást jelentő székekre, ha pedig foglalt volt mindkét szék és a mentorok újabb produkciónak adtak széket, a székeken ülő két versenyző közül, aki kevesebb szavazatot kapott a másfél perces szavazás alatt, a veszélyzónába került. A két biztos továbbjutó mellett a nézői szavazatok alapján újabb két versenyző jutott tovább. Így állt össze az elődöntő mezőnye.
- Sztárfellépő: Szikora Robi & az R-GO (Ballag a katona / Szeretlek is meg nem is)

| Sorrend     | Versenyző         | Dal (eredeti előadó)                       | Mentorok döntése | Mentorok döntése | Mentorok döntése | Mentorok döntése | Eredmény                          |
| Sorrend     | Versenyző         | Dal (eredeti előadó)                       | Puskás Peti      | Radics Gigi      | ByeAlex          | Gáspár Laci      | Eredmény                          |
| Első kör    | Első kör          | Első kör                                   | Első kör         | Első kör         | Első kör         | Első kör         | Első kör                          |
| ----------- | ----------------- | ------------------------------------------ | ---------------- | ---------------- | ---------------- | ---------------- | --------------------------------- |
| 1.          | Taka              | The Way You Make Me Feel (Michael Jackson) |                  |                  |                  |                  | Továbbjutott                      |
| 2.          | USNK              | #tevagya (saját dal)                       | Továbbjutott     |                  |                  |                  |                                   |
| 3.          | Kovács Pál        | Nem tudja senki (Follow The Flow)          | Kiesett          |                  |                  |                  |                                   |
| 4.          | Stolen Beat       | Hol vagy (saját dal)                       | Továbbjutott     |                  |                  |                  |                                   |
| 5.          | Tamáska Gabriella | I Say a Little Prayer (Aretha Franklin)    | Továbbjutott     |                  |                  |                  |                                   |
| 6.          | Arany Tímea       | Úgy szeretném meghálálni (Kovács Kati)     | Továbbjutott     |                  |                  |                  |                                   |
| Második kör |                   |                                            |                  |                  |                  |                  |                                   |
| 7.          | Tamáska Gabriella | Fekete (ByeAlex és a Slepp)                | Szék             | Szék             | Szék             | Szék             | Szék → Továbbjutott               |
| 8.          | Stolen Beat       | Kislány a zongoránál (Koós János)          | Szék             | —                | Szék             | —                | Veszélyzóna → Továbbjutott        |
| 9.          | Arany Tímea       | Sorry Not Sorry (Demi Lovato)              | Szék             | Szék             | —                | Szék             | Szék → Veszélyzóna → Továbbjutott |
| 10.         | Taka              | Perfect (Ed Sheeran)                       | —                | —                | —                | —                | Veszélyzóna → Kiesett             |
| 11.         | USNK              | No Riches (saját dal)                      | Szék             | Szék             | Szék             | —                | Szék → Továbbjutott               |

### 4. hét – Elődöntő (december 8.)
- Sztárfellépő: Ofenbach (Katchi / Paradise)

Az elődöntőben megváltoztak a székes feladat szabályai. Amennyiben a mentorok szavazatai alapján döntetlen alakult ki, a nézői szavazatok döntötték el, hogy az adott versenyző leülhetett-e a székre vagy sem.
| Sorrend | Versenyző                          | Dal (eredeti előadó)                                                                               | Mentorok döntése | Mentorok döntése | Mentorok döntése | Mentorok döntése | Eredmény                   |
| Sorrend | Versenyző                          | Dal (eredeti előadó)                                                                               | Puskás Peti      | Radics Gigi      | ByeAlex          | Gáspár Laci      | Eredmény                   |
| ------- | ---------------------------------- | -------------------------------------------------------------------------------------------------- | ---------------- | ---------------- | ---------------- | ---------------- | -------------------------- |
| 1.      | Stolen Beat és Nemazalány          | Petőfi Sándor (Lil G feat. Nemazalány)                                                             |                  |                  |                  |                  | Szék → Továbbjutott        |
| 2.      | Stolen Beat                        | Helló lányok (Halott Pénz feat. Diaz, Mentha) / No Diggity (Blackstreet feat. Dr. Dre & Queen Pen) | Szék             | —                | Szék             | —                | Szék → Továbbjutott        |
| 3.      | Arany Tímea és Tóth Gabi           | Nem kell végszó (Tóth Gabi)                                                                        |                  |                  |                  |                  | Veszélyzóna → Kiesett      |
| 4.      | Arany Tímea                        | Versace on the Floor (Bruno Mars)                                                                  | —                | —                | Szék             | Szék             | Veszélyzóna → Kiesett      |
| 5.      | Tamáska Gabriella és Berkes Olivér | #háttérzaj (Zävodi + Berkes Olivér)                                                                |                  |                  |                  |                  | Veszélyzóna → Továbbjutott |
| 6.      | Tamáska Gabriella                  | Shallow (Lady Gaga & Bradley Cooper)                                                               | —                | —                | —                | Szék             | Veszélyzóna → Továbbjutott |
| 7.      | USNK és Trap Kapitány              | Beatbox/Freestyle (Trap Kapitány x USNK)                                                           |                  |                  |                  |                  | Szék → Továbbjutott        |
| 8.      | USNK                               | Széééééétcsaptam (saját dal)                                                                       | Szék             | Szék             | Szék             | Szék             | Szék → Továbbjutott        |

### 5. hét – Finálé (december 15.)
A döntő ebben az évadban is egynapos volt. A döntőben nem voltak székek, kizárólag a nézői szavazatok döntöttek a versenyzők sorsáról.
- Téma: a válogatón előadott dal, egy saját dal; egy második dal, duett egy mentorral; a győztes produkciója
- Sztárfellépő: Ricco & Claudia (Vinnélek téged), Opitz Barbi feat. Dér Heni, Herceg & Missh (Rembrandt)

| 1.                    | USNK              | Intro (saját dal)                                                     | Továbbjutott         |
| 5.                    | USNK              | STOM (saját dal)                                                      | Továbbjutott         |
| 2.                    | Tamáska Gabriella | 7 Years (Lukas Graham)                                                | 3. helyezett         |
| 4.                    | Tamáska Gabriella | Bárhol (saját dal)                                                    | 3. helyezett         |
| 3.                    | Stolen Beat       | u,u,u (senkise feat. Majka)                                           | Továbbjutott         |
| 6.                    | Stolen Beat       | Instaszívek (saját dal)                                               | Továbbjutott         |
| Második kör           |                   |                                                                       |                      |
| 7.                    | USNK              | Choppers (saját dal)                                                  | Győztes              |
| 10.                   | USNK              | See You Again (Wiz Khalifa feat. Charlie Puth) – duett Radics Gigivel | Győztes              |
| 8.                    | Stolen Beat       | Gyöngyhajú lány (Omega)                                               | 2. helyezett         |
| 9.                    | Stolen Beat       | Minden este (The Biebers feat. Stolen Beat) – duett Puskás Petivel    | 2. helyezett         |
| A győztes produkciója |                   |                                                                       |                      |
| 11.                   | USNK              | Posztolj (saját dal)                                                  | Posztolj (saját dal) |

A nézői szavazatok alapján az évadot a USNK nevű rapduó nyerte, a második helyen a Stolen Beat végzett, így a magyar X-Faktor történetében először fordult elő, hogy az első két helyen ugyanazon mentor két mentoráltja végzett.

## Nézettség
Jelmagyarázat
     – Az X-Faktor legmagasabb nézettsége
     – Az X-Faktor legalacsonyabb nézettsége
| Adás                    | Sugárzás           | Idősáv         | RTL Klub             | RTL Klub             | RTL Klub             | RTL Klub            | RTL Klub            | RTL Klub            | Forrás |
| Adás                    | Sugárzás           | Idősáv         | Teljes lakosság (4+) | Teljes lakosság (4+) | Teljes lakosság (4+) | Célközönség (18–49) | Célközönség (18–49) | Célközönség (18–49) | Forrás |
| Adás                    | Sugárzás           | Idősáv         | AMR                  | Arány (SHR%)         | Heti helyezés        | AMR                 | Arány (SHR%)        | Heti helyezés       | Forrás |
| ----------------------- | ------------------ | -------------- | -------------------- | -------------------- | -------------------- | ------------------- | ------------------- | ------------------- | ------ |
| Válogató – 1. rész      | 2018. október 7.   | Vasárnap 18:55 | 1 196 000            | 27,5                 | 1.                   | 534 000             | 34                  | 1.                  | [ 8 ]  |
| Válogató – 2. rész      | 2018. október 14.  | Vasárnap 18:55 | 1 298 000            | 31                   | 1.                   | 543 000             | 35,6                | 1.                  | [ 9 ]  |
| Válogató – 3. rész      | 2018. október 21.  | Vasárnap 18:55 | 1 326 000            | 30,8                 | 1.                   | 589 000             | 37                  | 1.                  | [ 10 ] |
| Válogató – 4. rész      | 2018. október 28.  | Vasárnap 18:55 | 1 350 530            | 30,5                 | 1.                   | 611 855             | 36,8                | 1.                  | [ 11 ] |
| Tábor – 1. rész         | 2018. november 4.  | Vasárnap 18:55 | 1 181 000            | 28,5                 | 1.                   | 523 000             | 32,2                | 1.                  | [ 12 ] |
| Tábor – 2. rész         | 2019. November 3.  | vasárnap 18:55 | 1 027 000            | 22,3                 | 2.                   | 476 000             | 27,4                | 2.                  | [ 12 ] |
| Mentorok háza – 1. rész | 2018. november 11. | Vasárnap 18:55 | 1 174 000            | 28,3                 | 1.                   | 551 000             | 32,3                | 1.                  | [ 13 ] |
| Mentorok háza – 2. rész | 2019. November 10. | vasárnap 18:55 | 895 000              | 19                   | 2.                   | 437 000             | 25,2                | 2.                  | [ 13 ] |
| 1. élő show             | 2018. november 17. | szombat 20:00  | 1 017 000            | 28,9                 | 1.                   | 428 000             | 31,6                | 1.                  | [ 14 ] |
| 2. élő show             | 2018. november 24. | szombat 20:00  | 974 000              | 25,3                 | 2.                   | 400 000             | 27,8                | 1.                  | [ 15 ] |
| 3. élő show             | 2018. december 1.  | szombat 20:00  | 862 000              | 23,4                 | 4.                   | 365 000             | 26                  | 1.                  | [ 16 ] |
| 4. élő show - Elődöntő  | 2018. december 8.  | szombat 20:00  | 1 011 000            | 25,2                 | 1.                   | 439 000             | 29,1                | 1.                  | [ 17 ] |
| 5. élő show - Döntő     | 2018. december 15. | szombat 20:00  | 909 020              | 24,4                 | 2.                   | 423 000             | 28,4                | 1.                  |        |